# Khu bảo tồn thiên nhiên Kronotsky
Khu bảo tồn thiên nhiên Kronotsky hay còn được gọi là Khu dự trữ sinh quyển Kronotsky là một khu vực bảo tồn tự nhiên dành cho việc nghiên cứu khoa học nằm ở Viễn Đông Nga, trên khu vực bờ biển của bán đảo Kamchatka. Nó được thành lập vào năm 1934 và diện tích hiện tại của nó là 10.990 km2 (4.240 dặm vuông Anh). Trong ranh giới của khu bảo tồn này là Hồ Kronotskoye có diện tích 246 kilômét vuông (95 dặm vuông Anh). Tại đây có hệ thống mạch nước phun duy nhất tại Nga cùng với rất nhiều dãy núi có chứa các ngọn núi lửa đã ngừng và đang hoạt động. Do khí hậu thường khắc nghiệt và sự pha trộn của núi lửa với các mạch nước phun, nên nó thường được mô tả là Vùng đất lửa và băng.
Kronotsky là khu bảo tồn thiên nhiên nghiêm ngặt nên nó nó chỉ cho các nhà khoa học và 3.000 khách du lịch mỗi năm phải trả khoản phí tương đương với 700 đôla Mỹ để di chuyển bằng máy bay trực thăng. Khu bảo tồn này là phần quan trọng của Di sản thế giới Các núi lửa của Kamchatka được UNESCO công nhận từ năm 1996.

## Động thực vật
Khu bảo tồn là nơi có hơn 750 loài thực vật, nơi có những ngọn núi lửa cao tới 3.510 mét. Phần lớn diện tích của khu bảo tồn được bao phủ bởi những cánh rừng Bạch dương Erman cùng với Thông lùn Siberi. Tại khu vực quanh Hồ Kronotskoye là sự có mặt phổ biến của Vân sam vỏ đen và Bạch dương trắng Nhật Bản. Dọc theo các con sông là những khu rừng ngập nước hình thành bởi Chosenia arbutifolia, Salix udensis, Alnus hirsuta.
Hệ động vật tại đây vô cùng đa dạng với 1.150 loài. Kronotsky tự hào khi là nhà của hơn 800 cá thể gấu nâu trở thành nơi có quần thể gấu nâu được bảo vệ lớn nhất Á-Âu. Một số loài khác có thể kể đến Cừu tuyết, Linh miêu Á-Âu, Cáo, Sóc đất Bắc Cực, Triết bụng trắng, Marmota, Chồn ecmin, Chồn sói, Chồn zibelin, tuần lộc, nai sừng tấm.
Dòng sông là nơi sinh sản quan trọng của các loài cá gồm Cá hồi Thái Bình Dương, Cá hồi hồng, Cá hồi chó, Cá hồi Chinook, Cá hồi Coho và Cá hồi đỏ. Bên bờ biển là sự có mặt của loài Sư tử biển Steller, Cá voi xám, Cá voi trơn Bắc Thái Bình Dương, Cá voi sát thủ, Cá heo chuột, Rái cá biển.

## Thung lũng của các mạch nước phun

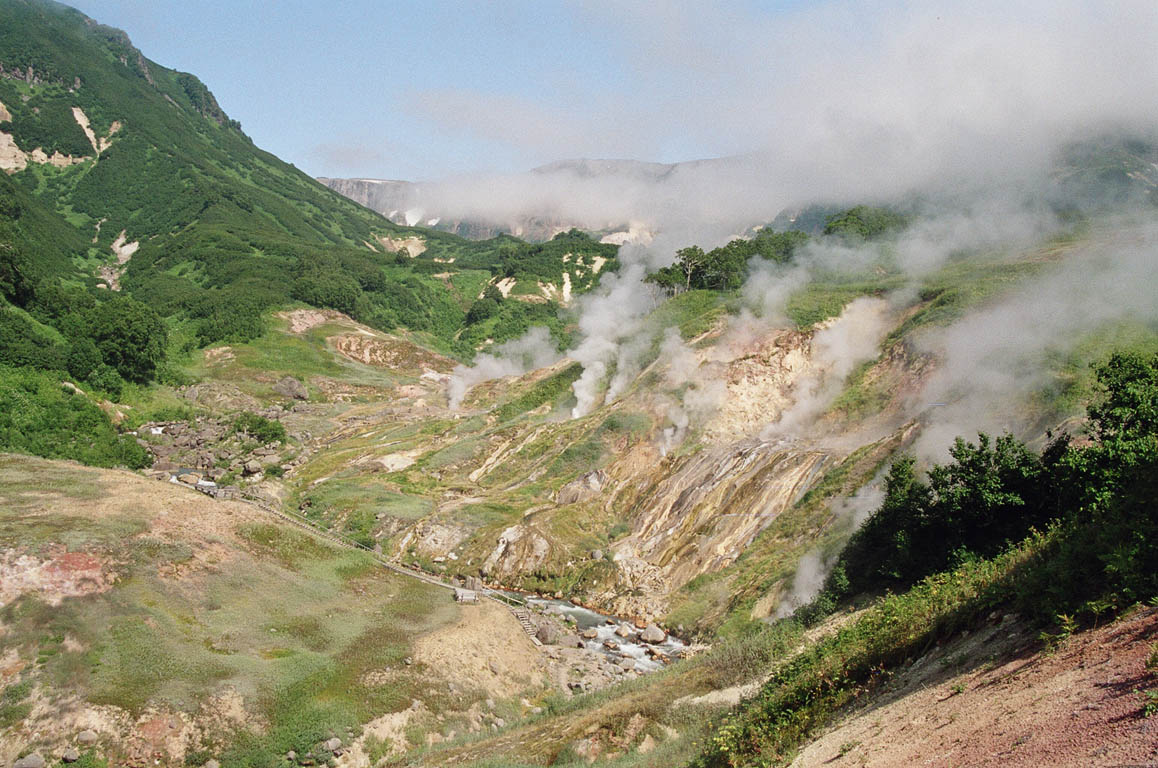
Thung lũng của các mạch nước phun.

Thung lũng của các mạch nước phun là một địa danh nổi tiếng trên thế giới nằm trong khu bảo tồn. Nó là vành đai mạch nước phun duy nhất tại lục địa Á-Âu (ngoại trừ Mutnovsky) và là nơi tập trung nhiều mạch nước phun thứ hai thế giới. Vành đai này dài 6 km với khoảng 90 mạch nước phun cùng với nhiều suối nước nóng.
Trong thung lũng là một núi lửa hình nón đã sụp xuống từ 40.000 năm trước tạo thành Miệng núi lửa Uzon, nơi mà nước tiếp tục bốc hơi do mắc ma làm nóng nguồn nước ngầm gần như ở nhiệt độ sôi. Miệng núi lửa này chỉ rộng ít hơn 8 dặm nhưng có ít nhất 500 suối nước nóng địa nhiệt, lòng chảo bùn và nhiều tính năng núi lửa khác.
Một trong số những mạch nước phun nổi tiếng nhất là Velikan với chiều cao lên tới 25 mét trong không khí và mỗi lần phun kéo dài khoảng 6 giờ đồng hồ.